# Даниел Жиро Елиът
Даниел Жиро Елиът (на английски: Daniel Giraud Elliot, 1835 – 1915) е американски зоолог, орнитолог и художник, един от основателите на Американския природонаучен музей в Ню Йорк и съучредител на Американския орнитологически съюз.

## Биография
Научната си кариера започва в Ню Йорк, където изучава естествени науки в Колумбийския университет. Впоследствие става ръководител на зоологическия отдел в Природонаучния музей „Фийлд“ в Чикаго и в същото време професор по зоология в Чикагския университет.
През 1896 г. предприема научна експедиция в Централна Африка. Освен това пътува с изследователска цел в Арабия, Мала Азия, в Южна и Северна Америка.

## Публикации
Многочислените му научни трудове са посветени предимно на систематиката на бозайниците и птиците. Сред по важните му трудове могат да се отделят следните:
- „Monograph of the Pittidæ“ (Ню Йорк, 1863, 1 т.)
- „A Monograph of the Tetraonidæ etc“ (Ню Йорк, 1865)
- „The New and heretofore Unfigured Species of the Birds of North America“
- „A Monograph of the Phasianidæ etc“
- „A Classification and Synopsis of the Tro chilidæ“
- „Monograph of the Bucerotidæ etc“
- „Wolf’s Wild Animals“
- „North American Shore Birds“ (Ню Йорк, 1895)
- „Gallinaceous Game Birds of North America“ (1897)
- „Synopsis of Mammals of North America and adjacent Seas“ (Чикаго, 1901)
- „A Monograph of the Phasianidae (Family of the Pheasants)“ (1870 – 72)
- „A Monograph of the Paradiseidae or Birds of Paradise“ (1873),
- „A Monograph of the Felidae or Family of Cats“ (1878 – 1883)
- „Review of the Primates“ (1913).

## Видове, наименовани в чест на Даниел Жиро Елиът
В чест на Даниел Жиро Елиът са наименовани следните видове:
- Бор на Елиът (Pinus elliottii)
- Хамелеон на Елиът (Chamaeleo ellioti)
- Пъстър фазан на Елиът (Syrmaticus ellioti)
- Цихлозома на Елиът (Cichlasoma ellioti)